# Gà so xám
Gà so xám (Perdix perdix) là một loài chim trong họ Phasianidae.
Loài chim này đã được du nhập thành công đến nhiều nơi trên thế giới để săn bắn, bao gồm cả khu vực rộng lớn của Bắc Mỹ, nơi nó thường được gọi là gà so Hungary, hoặc chỉ "Hun". Phổ biến rộng rãi và phổ biến trên toàn phạm vi rộng lớn, loài gà so xám được đánh giá là quan tâm nhất vào Danh sách đỏ IUCN về các loài ít quan tâm. Gà so xám sống và sinh sản trên đất nông nghiệp ở hầu hết châu Âu.

## Phân loài
- Perdix perdix perdix
- Perdix perdix armoricana
- Perdix perdix canescens
- Perdix perdix hispaniensis
- Perdix perdix lucida
- Perdix perdix robusta
- Perdix perdix sphangnetorum